# Sofi Flink
Ida Sofi Emilia Flink, ibland även Flinck, född 8 juli 1995, är en svensk spjutkastare från Hallstahammar som tävlar för Västerås FK.

## Karriär
Sofi Flink vann silver under UVM i friidrott 2011 i Lille med ett kast på 54,62 meter, som var nytt personbästa och svenskt juniorrekord vid tillfället.
Under junior-VM i friidrott 2012 i Barcelona tog Flink sig till final efter att ha kastat 58,16 meter och därmed slagit det gamla svenska rekordet med 85 centimeter och sitt eget personbästa med nästan fyra meter. I finalen vann hon JVM-guld med sitt kast på 61,40 meter, som innebar ett nytt svenskt rekord och nytt personbästa.
Flink vann sitt första SM-guld under senior-SM 2012 som hölls på Stockholms stadion. Hennes vinnarkast var på 55,22 meter, nästan fem meter bättre än tvåan.
Sofi Flink deltog i juli 2013 i junior-EM i Rieti, Italien och vann där guldmedalj med 57,91 m. I augusti samma år slog hon under spjutkvalet vid VM till med nytt svenskt rekord i första kastet med 61,96 meter. I den efterföljande VM-finalen, som var hennes första seniorfinal i karriären, slutade hon på tionde plats efter ett kast på 59,52 meter.
Vid EM i Zürich 2014 tog hon sig till final med 57,53 och kom där på plats 12 med 56,68.
Vid Europamästerskapen i Amsterdam i juli år 2016 slogs Flink ut i kvalet efter ett kast på 54,38.

## Utmärkelser
Sofi Flink belönades år 2016 med Stora grabbars och tjejers märke nummer 544.

## Resultatutveckling
| Årtal | Längd | Ref   |
| ----- | ----- | ----- |
| 2010  | 48,15 | [ 2 ] |
| 2011  | 54,83 | [ 2 ] |
| 2012  | 61,40 | [ 2 ] |
| 2013  | 61,96 | [ 2 ] |
| 2014  | 58,44 | [ 2 ] |
| 2015  | 56,76 | [ 2 ] |
| 2016  | 59,16 | [ 2 ] |
| 2017  | 58,97 | [ 2 ] |
| 2018  | 60,59 | [ 2 ] |

## Personliga rekord
| Utomhus - 100 meter – 13,93 (Växjö 21 september 2012) - Spjut – 61,96 (Moskva, Ryssland 1 augusti 2013) | Inomhus - Längd – 4,77 (Västerås 15 januari 2012) - Spjut – 51,69 (Korsholm, Finland 2 mars 2013) |

### Fotnoter
1. 1 2 3 4 5  ”Personsida på European Athletics' webbplats” (på engelska). european-athletics.org. http://www.european-athletics.org/athletes/group=f/athlete=126134-flink-sofi/index.html. Läst 24 september 2018.
2. 1 2 3 4 5 6 7 8 9 10 11 12 13 14 15 16  ”Personsida hos IAAF” (på engelska). iaaf.org. https://www.iaaf.org/athletes/sweden/sofi-flink-259319. Läst 24 september 2018.
3. 1 2  ”European Athletics U20 Championships - Rieti 2013” (på engelska). european-athletics.org. http://www.european-athletics.org/competitions/european-athletics-u20-championships/history/year=2013/results/index.html. Läst 7 november 2017.
4. ↑  ”Stora SM 2012, dag 2”. swedishtiming.se. Arkiverad från originalet den 30 augusti 2012. https://web.archive.org/web/20120830084623/http://www.swedishtiming.se/resultat/120825.htm. Läst 16 april 2013.
5. ↑  ”Stora SM 2013, dag 4”. trackandfield.se. Arkiverad från originalet den 4 september 2013. https://web.archive.org/web/20130904001146/http://www.trackandfield.se/resultat/2013/130901.htm. Läst 2 september 2013.
6. ↑  ”Stora SM 2015, dag 1”. trackandfield.se. http://www.trackandfield.se/resultat/2015/150807.htm. Läst 31 oktober 2015.
7. ↑  ”Stora SM 2016”. Arkiverad från originalet den 23 augusti 2017. https://web.archive.org/web/20170823210252/http://212.247.216.72/friidrott/sm16/Resultat.php. Läst 1 november 2016.
8. ↑  ”Stora SM 2017”. Arkiverad från originalet den 2 oktober 2017. https://archive.today/20171002101026/http://www.trackandfield.se/resultat/2017/170825_27.htm. Läst 1 oktober 2017.
9. ↑  ”Stora SM 2018”. http://www.trackandfield.se/resultat/2018/180824.htm. Läst 5 september 2018.
10. ↑  ”Resultat: Friidrotts-SM, Uppsala 14‐16.8.20”. friidrottsstatistik.se. https://www.friidrottsstatistik.se/resultsswe.php?CID=12968582&Season=2020. Läst 1 september 2020.
11. ↑  ”Sofi Flink, Hallstahammar”. Upplysning.se. http://www.upplysning.se/person/data/?id=1f10ff50-ecf1-7c6a-4ed3-39475b2e4408. Läst 21 augusti 2013.
12. 1 2  ”Nya rekordhållaren Sofi Flinck laddar för spjutfinalen”. Sverigesradio.se. 11 juli 2012. http://sverigesradio.se/sida/artikel.aspx?programid=112&artikel=5188000. Läst 15 juli 2012.
13. ↑  ”Arkiverade kopian”. Vestmanlands Läns Tidning. 7 juli 2011. Arkiverad från originalet den 20 augusti 2011. https://web.archive.org/web/20110820093632/http://vlt.se/sport/friidrott/1.1275296-sensationell-silvermedalj-i-uvm. Läst 12 juli 2012.
14. ↑  Hosseini, Hamon (11 juli 2012). ”Rekordkast gav guld”. SVT.se. http://www.svt.se/sport/guldet-till-flinck-rekordkast. Läst 21 augusti 2013.
15. ↑  ”Sofi Flinck tog SM-guld i spjut”. Sverigesradio.se. 26 augusti 2012. http://sverigesradio.se/sida/artikel.aspx?programid=112&artikel=5245273. Läst 21 augusti 2013.
16. ↑  ”GULD - I SISTA - IGEN!”. friidrott.se. 21 juli 2013. Arkiverad från originalet den 7 november 2017. https://web.archive.org/web/20171107222344/http://www.friidrott.se/nyheter.aspx?id=15504. Läst 7 november 2017.
17. ↑  ”Sofi Flink till VM-final med nytt svenskt rekord”. Sverigesradio.se. 16 augusti 2013. http://sverigesradio.se/sida/artikel.aspx?programid=112&artikel=5618617. Läst 21 augusti 2013.
18. ↑  ”Sofi Flink tia i sin första VM-final”. Sverigesradio.se. 18 augusti 2013. http://sverigesradio.se/sida/artikel.aspx?programid=112&artikel=5620238. Läst 21 augusti 2013.
19. ↑  ”IAAF World Championships Moscow (Rus) 10 - 18 August 2013” (på engelska) (pdf). iaaf.org. https://media.aws.iaaf.org/competitiondocuments/pdf/4873/Overall-ResultsSet.pdf?v=1090371156. Läst 11 januari 2017.
20. ↑  ”European Athletics Championships - Zürich 2014” (på engelska). european-athletics.org. http://www.european-athletics.org/competitions/european-athletics-championships/history/year=2014/results/index.html. Läst 29 mars 2017.
21. ↑  ”EM3: Sofi tolva”. friidrott.se. 14 augusti 2014. Arkiverad från originalet den 30 mars 2017. https://web.archive.org/web/20170330005156/http://www.friidrott.se/nyheter.aspx?id=17056. Läst 29 mars 2017.
22. ↑  ”European Athletics Championships - Amsterdam 2016” (på engelska). european-athletics.org. http://www.european-athletics.org/competitions/european-athletics-championships/history/year=2016/results/. Läst 29 december 2016.
23. ↑  ”Stora grabbars märke”. friidrott.se. Arkiverad från originalet den 31 mars 2016. https://web.archive.org/web/20160331202525/http://www.friidrott.se/historik/storagrabbar.aspx. Läst 16 februari 2019.